# Stanisław Gadomski (1929–2013)
Stanisław Gadomski (ur. 1929 w Sosnowcu, zm. 4 lipca 2013 w Katowicach) – polski fotograf reportażysta, autor cenionych fotografii ilustrujących polski folklor, artysta plastyk, grafik i rysownik. Członek Związku Polskich Artystów Plastyków.

## Życiorys
Przed wojną mieszkał w Brzezianach. W czasie II wojny światowej członek Szarych Szeregów w Milanówku, gdzie wówczas mieszkał. Po zakończeniu działań wojennych powrócił w 1945 r., do Sosnowca, gdzie został absolwentem tamtejszego Gimnazjum im. Stanisława Staszica, a następnie wstąpił do Państwowego Liceum Sztuk Plastycznych w Krakowie, uzyskując tam egzamin dojrzałości. Podjął następnie naukę w studium historii sztuki na Uniwersytecie Jagiellońskim oraz studia w Akademii Sztuk Pięknych. Dyplom uzyskał w 1954 r. Po powrocie na Śląsk, podjął pracę grafika w tamtejszych wydawnictwach, pracując między innymi w „Trybunie Robotniczej”, w późniejszym okresie także jako fotograf.
Fotografią zajmował się przez blisko 60 lat pracy twórczej, specjalizując się w przede wszystkim w dokumentowaniu polskiego folkloru. Jego najstarsze zdjęcia pochodzą z lat 50. XX wieku i ilustrują między innymi kulturę ludową Spisza. Ta część jego dorobku zyskała uznanie etnografów za wartość dokumentalną oraz fakt iż zbiory obejmują całą Polskę co stanowi o kompletności jego dzieła. Fotografie folklorystyczne Stanisława Gadomskiego, zostały opublikowane w dwóch albumach. W 1996 r., w Japonii ukazał się jeden z albumów prezentujących polski folklor ze zdjęciami Gadomskiego wydany staraniem folklorystki Kazuko Adachi.
Zawodowo przez szereg lat związany był z prasą Śląską, w tym z tygodnikiem Panorama gdzie przez blisko dwadzieścia lat kierował działem fotograficznym. Utrwalił między innymi Władysława Gomułkę palącego papierosa w przerwie obrad partyjnych w Katowicach, a zdjęcie to uznawane jest uznawane za rzadkie ze względu na fakt iż ukazuje pierwszego sekretarza w zwyczajnej, a nie pozowanej sytuacji. Uważany za ulubionego fotografa wojewody katowickiego Jerzego Ziętka, którego utrwalił na wielu zdjęciach. Wykonał też cykl zdjęć z podróży po Europie w tym ukazujące Paryż w 1964 r., czy Chorwację w latach 50.
Autor albumów, prospektów i informatorów. Część swoich zdjęć przekazał do Muzeum Miejskiego w Tychach. Laureat Nagrody Wielki Splendor Śląskiej Fotografii Prasowej w 2012 r. Zmarł 4 lipca 2013 r., i został pochowany 9 sierpnia tego samego roku na Cmentarzu w Katowicach – Dębie przy ul. Brackiej.

## Odznaczenia
- Krzyż Armii Krajowej
- Krzyż Kawalerski Orderu Odrodzenia Polski
- Medal za Długoletnie Pożycie Małżeńskie
- Złota odznaka opieki nad zabytkami
- Odznaka „Zasłużonego Działacza Kultury”

## Wystawy indywidualne fotografii i rysunków
- Spotkanie z Papieżem w Klubie Międzynarodowej Prasy i Książki (KMPiK) w Warszawie (1961)
- Wystawa w Galerii Biura Wystaw Artystycznych w Katowicach (1965)
- Rysunki i szkice w Bytomiu (1988)
- Wystawa w Muzeum Archidiecezjalnym (2000)
- Wystawa Muzeum w Będzinie (2001)
- Prace trzech tek w Galerii „Extravagance” w Sosnowcu (2001)

## Wybrane albumy autorskie i publikacje ilustrowane[2]
- Architektura Katowic w latach międzywojennych 1922-1939 (Muzeum Śląskie; Katowice; 1994; ISBN 83-85039-05-8) tekst: Waldemar Odorowski; fotografie: Stanisław Gadomski
- Drewniane kościoły województwa śląskiego = Timber churches in the province of Silesia („Itatis”; Chorzów; 2001; ISBN 83-914403-7-0) fotografie: Stanisław Gadomski; wstęp Jerzy Gadomski ; tłumaczenie. na j. ang. Krzysztof Kwaśniewicz, tłumaczenie na j. niem. Irena Zielonka
- Jacyś ludzie: powstańcy śląscy w obiektywie Stanisława Gadomskiego (Biblioteka Śląska; Katowice; 2005; ISBN 83-87849-09-X)
- Kapliczki, świątki i krzyże (Stowarzyszenie Społeczno-Kulturalne Grojcowianie ; Bielsko-Biała: Regionalny Ośrodek Kultury; Wieprz; 2011; ISBN 978-83-63291-01-3)
- Polskie skarby narodowe (Videograf II; 2007; ISBN 978-83-7183-437-0) autor tekstów Alicja Bielawska; fotografie Stanisław Gadomski
- Sanktuarium Piekarskie (Referat Duszpasterski Kurii Diecezjalnej; Katowice; 1991) wyd. j. niem. 1992
- Sprawa Konrada Piecucha: reportaż historyczny (Wydawnictwo Literackie; Kraków; 1956) tekst: Tadeusz Potemski, Zygmunt Sztaba; mapkę i szkic portretowy Konrada Piecucha wykonał Stanisław Gadomski
- Stanisław Gadomski: czarne na białym: drzeworyty i linoryty (Katowice; 2011; ISBN 978-83-60209-55-4) redakcja: Elwira Zborowska
- Stanisław Gradomski: dawne i nowe kserofotografie: w 80. rocznicę urodzin (Związek Polskich Artystów Plastyków. Okręg Katowicki: Drukarnia Archidiecezjalna; Katowice; 2009; ISBN 978-83-7593-048-1)
- Strój ludowy w Polsce (Fundacja Kultury Wsi; Warszawa; ca 1990) fotografie: Stanisław Gadomski; teksty: Barbara Bazielich, Stanisław Gawor
- Zabytkowe ośrodki miejskie: Górny Śląsk, Małopolska południowo-zachodnia, północno-zachodnia, Śląsk Opawski, Dolny Śląsk (Muzeum Śląskie; Katowice; cop. 1992; ISBN 83-85039-52-X) tekst: Lech Szaraniec; fotografie: Stanisław Gadomski